# 布耶爾

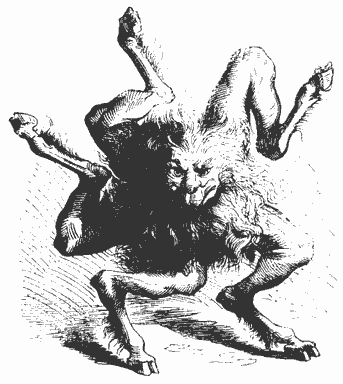
科兰·戴·布兰西所著《地獄辞典》的布耶爾畫像。

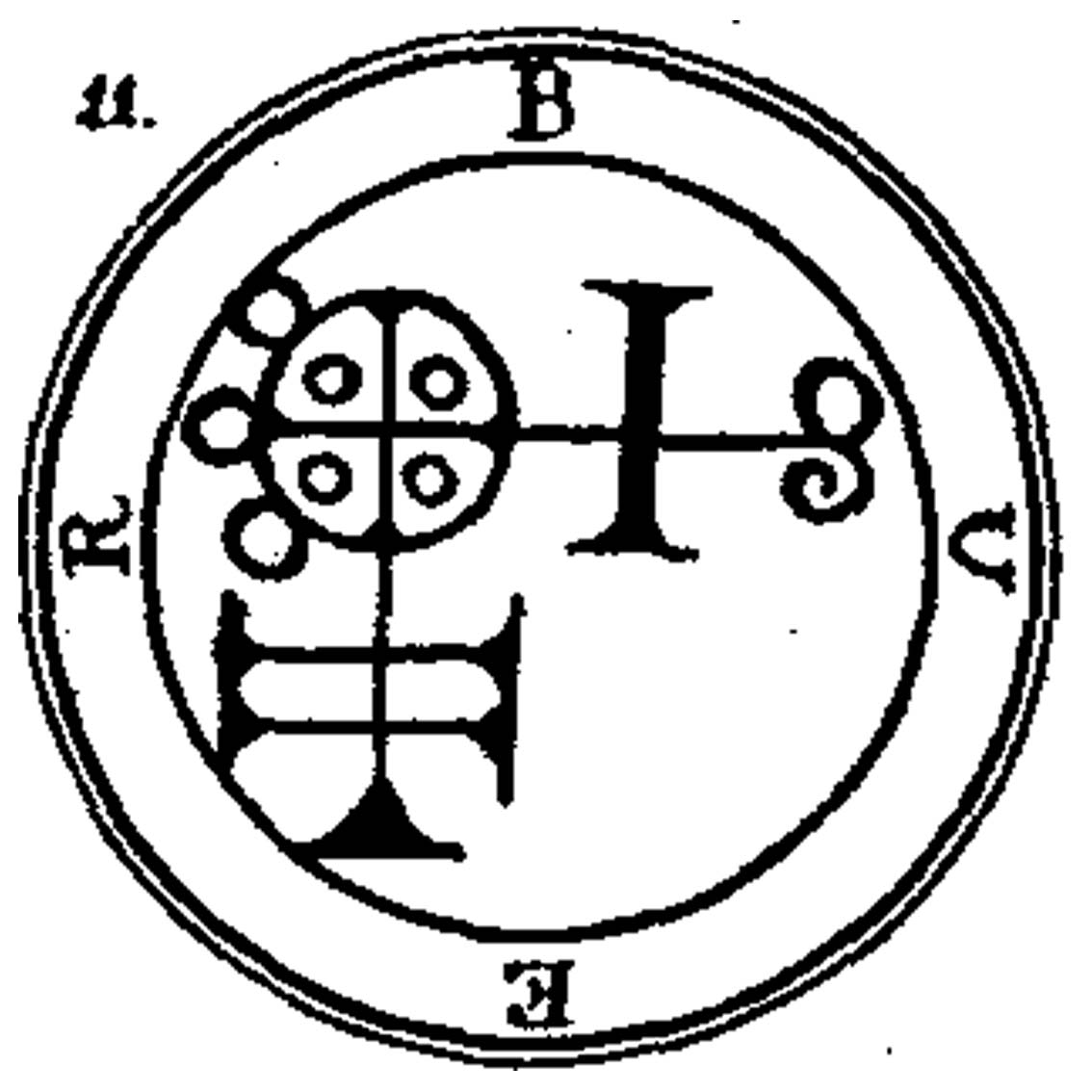
布耶尔印章

布耶爾（英語：Buer），为所羅門七十二柱魔神中排第10位的魔神。位阶统领。统帅50个军团。外形像海星，但在科蘭·戴·布蘭西的《地獄辭典》中，將他畫成了長了五隻放射狀的腳，正中央為獅頭的特殊造型。擁有一個與他的容姿非常吻合的別稱——星辰總統。召喚條件十分嚴苛，只有太陽到達射手座的位置時，才有可能召喚，能力卻也十分強大。会带给人类知性、智慧、精神哲學、自然哲學、論理學。他對藥草學也非常精通，甚至擁有只用手指觸摸就能瞬間治療所有的傷病的強大能力，教人类隐身术。布耶爾最得意的治療術並不是肉體上的，而是在精神上的疾患上能發揮出最大效果。也許是因為他對哲學或是論理學相當在行的原因。雖然布耶爾能治療任何疾病，但是他亦能夠引發與精神方面有關的疾病。假若術者在這方面有求於他時，布耶爾會派遣給召喚者非常優秀的使役魔。

## 流行文化
- 机动战士高达SEED里的克罗特·布埃尔（Clotho Buer)之姓氏。
- 遊戲《原神》中的草神納西妲的神名。